# Olle Petterson
Olle Petterson, folkbokförd som Olof Henry Petersson, född 1 maj 1905 i Göteborgs domkyrkoförsamling, död 18 december 1990 i Göteborgs Annedals församling, var en svensk målare som var verksam i Göteborg.
Olle Petterson studerade 1930–1931 vid Valands målarskola i Göteborg  med Sigfrid Ullman som lärare. I likhet med sina generationskamrater på Valand utvecklade han ett måleri som i viktiga avseenden skilde sig från göteborgskoloristernas färglyrik.
I återhållsam färgskala och med inträngande ljusstudium målade han framför allt stilleben och fönsterutsikter, ofta med halvabstrakt prägel. Han har också  målat figurkompositioner i blekgrå toner, stadsmotiv och landskap.
Pettersons måleri finns representerat på Upplandsmuseet, Moderna museet i Stockholm, vidare på Göteborgs konstmuseum, Malmö museum, Norrköpings konstmuseum och i Statens porträttsamling på Gripsholms slott.
Olle Petterson var son till muraren Alfred Petterson och dennes hustru Josefina, ogift Petersson. Från 1955 var han gift med sjuksköterskan Ingeborg Widung-Petterson (1909–1995). Makarna är gravsatta i en familjegrav på Östra kyrkogården i Göteborg.